# Quarti di finale della CERH European League 2016-2017
I quarti di finale ad eliminazione diretta della CERH European League 2016-2017 si sono disputati tra l'11 marzo e il 1º aprile 2017. Hanno preso parte a questa fase della competizione 8 club: le vincenti si sono qualificate alle final four del torneo.

## Risultati

### Benfica vs. Liceo La Coruña

#### Gara di andata
| Arbitri: | Matteo Galoppi Filippo Fronte |

|                                    |           |                                       |
| Enrique Magalhaes 10’ Marc Coy 49’ | Marcatori | 22’ Tiago Rafael 29’ 32’ Diogo Rafael |

#### Gara di ritorno
| Arbitri: | Ulderico Barbarisi Massimiliano Carmazzi |

|                                                                                  |           |                                       |
| Carlos Nicolía 14’ 43’ Jordi Adroher 22’ Joao Rodrigues 37’ 43’ Miguel Rocha 43’ | Marcatori | 11’ Josep Lamas 46’ Enrique Magalhaes |

### Barcellona vs. Forte dei Marmi

#### Gara di andata
| Arbitri: | Paulo Almeida Joaquim Pinto |

|                   |           |                                                      |
| Marco Pagnini 29’ | Marcatori | 24’ Pau Bargalló 31’ Pablo Alvarez 43’ Lucas Ordóñez |

#### Gara di ritorno
| Arbitri: | Paulo Rainha Rui Torres |

|                                         |           |                                                          |
| Pablo Alvarez 2’ 24’ Xavier Barroso 28’ | Marcatori | 7’ 35’ Enric Torner 45’ Davide Motaran 49’ Gaston De Oro |

### Reus Deportiu vs. Porto

#### Gara di andata
| Arbitri: | Xavier Bleuzen Julien Thibaud |

|                                                                                              |           |                                                                                   |
| Gonçalo Alves 10’ 23’ Jose Costa 10’ 46’ Anton Baliu 20’ Reinaldo Garcia 36’ Jorge Silva 40’ | Marcatori | 12’ Albert Casanovas 21’ 30’ 37’ 44’ Raul Marin 43’ Marc Torra 45’ Matias Platero |

#### Gara di ritorno
| Arbitri: | Alessandro Eccelsi Filippo Fronte |

|                                  |                      |                                    |
| Marc Torra 4’ Matias Platero 40’ | Marcatori            | 28’ Helder Nunes 42’ Gonçalo Alves |
|                                  | Tiri di rigore 2 – 0 |                                    |

### Oliveirense vs. Amatori Lodi

#### Gara di andata
| Arbitri: | Raul Burgus Oscar Valverde |

|                                                             |           |                                                                                         |
| Domenico Illuzzi 34’ Federico Ambrosio 45’ Giulio Cocco 46’ | Marcatori | 6’ João Souto 8’ Ricardo Barreiros 22’ Pablo Cancela 27’ Nuno Araujo 38’ Jordi Bargalló |

#### Gara di ritorno
| Arbitri: | Ruben Fernandez Francisco Garcia |

|                                             |           |                                             |
| Jordi Bargalló 2’ 10’ Ricardo Barreiros 10’ | Marcatori | 2’ 19’ Alessandro Verona 46’ Franco Platero |

## Tabella riassuntiva
| Squadra 1       | Squadra 2     | Andata                        | Ritorno                            | Totale |
| --------------- | ------------- | ----------------------------- | ---------------------------------- | ------ |
| Deportivo Liceo | Benfica       | La Coruña 11 marzo 2017       | Lisbona 1º aprile 2017             | 4 – 9  |
| Deportivo Liceo | Benfica       | 2 – 3                         | 2 – 6                              | 4 – 9  |
| Forte dei Marmi | Barcellona    | Forte dei Marmi 11 marzo 2017 | Barcellona 1º aprile 2017          | 5 – 6  |
| Forte dei Marmi | Barcellona    | 1 – 3                         | 4 – 3                              | 5 – 6  |
| Porto           | Reus Deportiu | Porto 11 marzo 2017           | Reus 1º aprile 2017                | 9 – 11 |
| Porto           | Reus Deportiu | 7 – 7                         | 2 – 4 d.t.r.                       | 9 – 11 |
| Amatori Lodi    | Oliveirense   | Lodi 11 marzo 2017            | Oliveira de Azeméis 1º aprile 2017 | 6 – 8  |
| Amatori Lodi    | Oliveirense   | 3 – 5                         | 3 – 3                              | 6 – 8  |